# عين حمراء
يشير مصطلح العين الحمراء في الأدبيّات الطبيّة، إلى العين التي تبدو حمراء اللون لسبب مرضيّ أو نتيجة إصابة رضيّة. عادةً ما تكون العين الحمراء تظاهراً لاحتقان وبروز الأوعية الدمويّة السطحيّة للملتحمة، والتي قد تحدث في العديد من الاضطرابات التي تصيب هذه البُنى أو البنى المجاورة لها، وتُعتبر حالتا التهاب الملتحمة والنزف تحت الملتحمة أشيع أسباب هذه الحالة، وأقلُّها ضرراً.
يشتمل تدبير العين الحمراء أولاً تقييم ما إذا كان من المطلوب القيام بإجراء إسعافيّ (كالقيام بتحويل الشخص إلى المستشفى) أم يمكن الاكتفاء بتطبيق علاج دون القيام بأي إجراءات تدبيريّة إضافيّة.
تُعتبر الفحص بالمصباح الشقيّ هاماً للغاية للوصول إلى التشخيص، ولكن يمكن الاكتفاء بقصة سريريّة دقيقة واختبار حدة البصر والفحص بالقلم الضوئيّ خلال عمليّة التقييم الأوليّة.

## الأسباب المحتملة

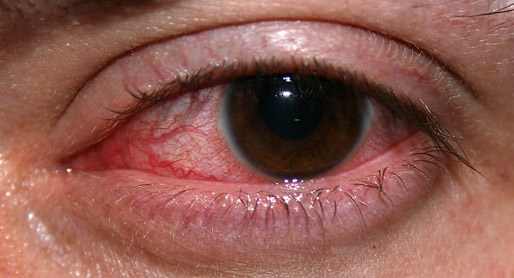
عين مُصابة بالتهاب القزحيّة، ويظهر في الصورة الفورة الهدبيّة

في حالة العين الحمراء هناك الكثير من الأسباب المحتملة لهذه الحالة، إلا أن أشيعها على الإطلاق هو التهاب الملتحمة. Others include:
 تتضمن الأسباب الأخرى:
أسباب غير طارئة عادةً
- التهاب الجفن:[2] حالة التهاب مزمن في أجفان العين بالتدريج، وعادةً ما تشفى العين المُصابة تلقائياً
- نزف تحت الملتحمة:[1] نزيف مفاجئ، ولكنَّه عادةً غير مؤذٍ، إذ تبدأ بعض الأوعية الدموية الهشّة الصغيرة الموجودة في الملتحمة بالتمزُّق عفوياً (تلقائياً)، وقد ينجم في بعض الأحيان عن العطس أو السعال
- الظفرة الملتهبة:[3] وهي نمو حميد أفقيّ التوجّه مثلثي الشكل من الملتحمة، ينبثق من الجانب الداخلي في مستوى اتصال الجفنين العلويّ والسفليّ، وتترافق هذه الحالة مع التعرُّض لضوء الشمس والرطوبة المنخفضة والغبار. وقد تشيع في بعض المهن أكثر مما سواها كالزراعة واللحام
- الشُحيمة الملتهبة:[4] رواسب بيضاء وصفراء قريبة من الوصل بين القرنية والصلبة، على المتحمة. تنتشر بشكل أكبر في المناخات المداريّة حيث يكون التعرُّض للأشعة فوق البنفسجيّة أكبر مما سواها. وعلى الرغم من كون هذه الشُحيمة غير مؤذية، إلا أنها قد تلتهب في بعض الأحيان.
- متلازمة العين الجافّة: تحدث إما بسبب نقص إنتاج الدموع أو شذوذ في تركيب الدموع، مما يُحدث احمراراً وتهيُّجاً[5]

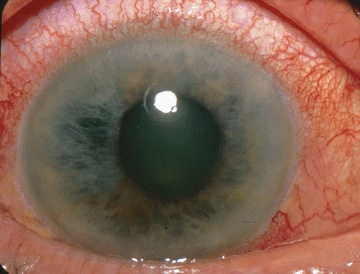
حالة الزَّرَق (المياه الزرقاء) الحاد، من النوع مغلق الزاوية

- بعض الملوّثات أو المهيّجات الموجودة في الهواء
- التعب
- استخدام الأدوية الحاوية على القنّب[6]
- التهاب ظاهر الصلبة:[7] غالباً ما تكون اضطراباً التهابياَ معتدل الشدة في بياض العين لا يترافق مع أي مضاعفات تصيب العين على عكس ما هو الحال مع التهاب الصلبة، كما تستجيب هذه الحالة (التهاب ظاهر الصلبة) إلى الأدوية المُطبّقة موضعياً كالقطرات المضادة للالتهاب

أسباب طارئة عادةً
- الزَّرَق الحاد مغلق الزاوية:[8] وهو مؤشر إلى إصابة العصب البصريّ مع احتمال فقدان بصر غير قابل للتراجع، مما قد يؤدي في حالة عدم العلاج السريع إلى العمى الدائم، نتيجةً لزيادة الضغط داخل كرة العين. لا تُصنَّف جميع أشكال الزرق على أنها حادة، كما لا تترافق جميع هذه الأشكال مع ازدياد الضغط داخل كرة العين
- إصابة العين بأذية فيزيائية أو كيمائيّة
- التهاب القرنية[8] التهاب أو إصابة خطيرة تصيب القرنيّة، وتترافق عادةً مع ألم واضح وعدم تحمُّل الضوء وتدهور في الرؤية. تُرجع الكثير من أسباب التهاب القرنيّة إلى الفيروسات. كما يمكن أن يحدث التهاب القرنيّة نتيجة الإصابة من وضع العدسات اللاصقة

- التهاب القزحية:[1] تتشكّل العنبة من الجسم الهدبيّ والمشيمية، وهي (أي العنبة) جزء من البنى المصطبغة في قزحيّة العين، وإن حدوث التهاب في هذه الطبقة (التهاب العنبة) يتطلّب القيام بتدبير عاجل، كما أنه يُعتبر مسؤولاً بما يُقارب 10% من حالات العمى في الولايات المتحدة الأمريكيّة
- التهاب الصلبة:[9] حالة التهابيّة خطيرة، مؤلمة غالباً، قد تؤدي إلى فقدان البصر بشكل تام، كما أنها غير معروفة السبب في نصف الحالات التي تم تشخيصها حتى الآن. 30 إلى 40% من حالات التهاب القرنيّة تشتمل سابقاً على حالة مناعة ذاتيّة جهازيّة كامنة
- الأمراض المنقولة بالقُرَّاد كحمى الحبال الصخريّة المُبقعة[10]

## المظهر التشخيصيّ

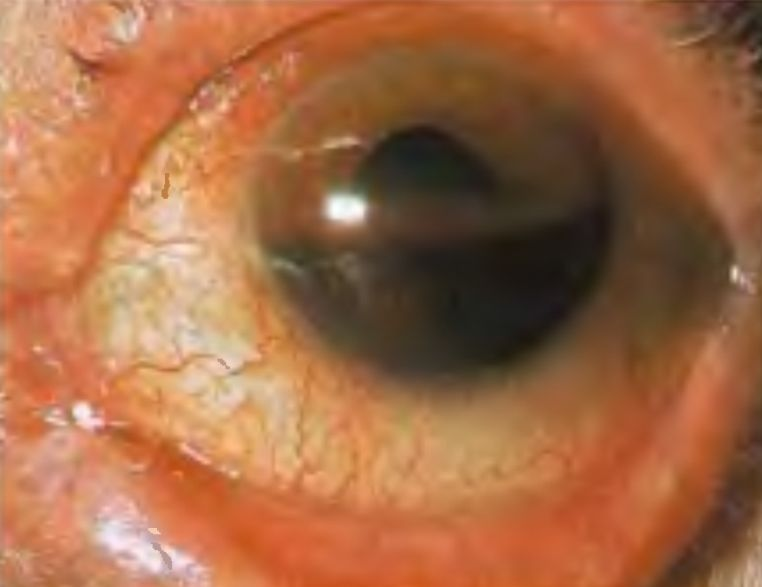
تحدمية، تُظهر الصورة امتلاء الحجرة الأمامية للعين بالدم، مما يؤدي إلى ظهور سويّة سائل أفقيّة

قد تشير بعض الأعراض والعلامات إلى أن سبب حدوث العين الحمراء خطير بالفعل، ويستدعي اهتماماً.
أشهر هذه العلامات:
- انخفاض حدة البصر
- الفورة الهدبيّة (حالة احتقان محيط بالقرنية)
- شذوذات القرنيّة بما في ذلك الوذمة أو العتامة (ضباب القرنيّة)
- تلطُّخ القرنيّة
- حجم الحدقة غير الطبيعي
- ضغط داخل كرة العين غير طبيعي

والأكثر إفادةً من العلامات السابقة هو صغر فتحة الحدقة في العين الحمراء عن العين الأُخرى، إلى جانب حساسيتها تجاه الضوء الساطع.

### حدة البصر
يشير انخفاض حدة البصر في العين المُصابة بحالة العين الحمراء إلى مرض في كرة العين ذاتها، كالتهاب القرنيّة والماء الزرقاء، إذ لا يحدث انخفاض في حدة البصر في حالات التهاب الملتحمة البسيطة دون أن تصاحبها أي مشاكل مرافقة.

### الفورة الهدبيّة
تحدث الفورة الهدبيّة عادةً في العين المُصابة بالالتهاب القرنيّ أو الزرق الحاد، بينما لا يوجد في التهاب الملتحمة البسيط. تأخذ الفورة الهدبيّة شكل حلقة حمراء أو بنفسجيّة تنتشر من محيط القرنيّة في العين.

### شذوذات القرنيّة
ينبغي أن تكون القرنيّة شفافة حتَّى تؤدّي وظيفتها في نقل الضوؤ إلى شبكيّة العين. عند حدوث الإصابة أو الإنتان أو الالتهاب قد تتشكّل منطقة عتامة يمكن رؤيتها وتمييزها بالقلم الضوئي أو منظار العين. وقد تتشكّل العتامة خلقيّاً في حالات نادرة. لدى البعض، يكون هناك تاريخ عائليّ من اضطرابات نمو القرنيّة والتي تتزايد مع التقدّم بالعمر، كما قد يكون سوء استخدام العدسات اللاصقة سبباً هاماً لهذه الحالات، وهي عامل شائع جداً. على أي حال، ومهما كان سبب حدوث شذوذ القرنيّة، فإنها عامل كامن بشكل خطير وفي بعض الأحيان يتطلَّب علاجاً فورياً، إذ تُعتبر عتامة القرنيّة رابع أبرز أسباب حدوث العمى. كما قد تكون العتامة قاتلةً بسبب ترسُّب الخلايا الالتهابيّة والضبابيّة وذلك بسبب الوذمة القرنيّة، أو قد تكون العتامّة محددة الموضع في حالات قرحة القرنيّة أو التهاب القرنيّة.
كما يمكن الكشف عن الاضطرابات القرنيّة الظهاريّة عبر صبغ العين بالفلوريسئين إلى جانب الفحص الدقيق الضوء الكوبالت الأزرق. حيث تصطبغ اضطرابات القرنيّة الظهاريّة باللون الأخضر، الذي يُمثّل بعض الإصابات في ظهارة القرنيّة. قد تحدث هذه الاضطرابات بسبب الالتهابات القرنيّة أو بسبب رض فيزيائيّ للقرنيّة كوجود جسم أجنبي.

### شذوذات الحدقة
ستكون الحدقة في العين المُصابة بالتهاب القزحيّة والجسم الهدبيّ أصغر من الحدقة في العين الأُخرى السليمة بسبب التشنُّج العضلي الانعكاسي للعضلات الدائريّة في القزحيّة. عموماً، لا يؤثر التهاب الملتحمة على الحدقة. أما في حالة الزرق الحاد مغلق الزاوية، تتثبَّت الحدقة في منتصف العين وتأخذ شكلاً بيضوياً وتستجيب للضوء حينها ببطء.
قد يشير عمق الحجرة الأماميّة الضحلة إلى استعداد العين لأحد أشكال الزرق (ضيّق الزاوية)، إذ يمكن من خلال الفحص بالمصباح الشقيّ أو تقنيّات طبيّة عينيّة أُخرى تحديد ما إذا كان هناك استعداد في العين للإصابة بحالة الزرق الحاد مغلق الزاوية.

### شذوذ في ضغط داخل كرة العين
ينبغي قياس الضغط داخل كرة العين كجزء من فحص العين الروتينيّ. عادةً يكون الضغط داخل كرة العين مرتفعاً في حالات التهاب القزحيّة والجسم الهدبيّ أو الزرق مغلق الزاوية فقط. إضافةً إلى ما سبق، فقد ينخفض الضغط داخل كرة العين في حالات محددة من التهاب القزحيّة وإصابات كرة العين.

### الألم الشديد
يقول المرضى الذين يعانون من التهاب الملتحمة من تهيّج أو خشونة متوسط الشدّة، ولكن لا يحدث ألم شديد على الإطلاق، بل إن وجود الألم الشديد مؤشرٌ هام على أمراض أخطر كالتهاب القرنيّة أو تقرُّحها أو التهاب القزحيّة والجسم الهدبي أو الزرق الحاد.